# Utica, Michigan
Utica är en stad i Macomb County i Michigan. Vid 2010 års folkräkning hade Utica 4 757 invånare.